# Spiraea teretiuscula
Spiraea teretiuscula là loài thực vật có hoa trong họ Hoa hồng. Loài này được C.K. Schneid. miêu tả khoa học đầu tiên năm 1917.